# Amin Bouazza
Amin Bouazza, né le 11 mai 1995 à Angoulême, est un karatéka français.

## Carrière
Il est médaillé d'argent en kumite par équipe aux Championnats d'Europe de karaté 2015 à Istanbul puis médaillé de bronze de kumite par équipe aux Championnats du monde de karaté 2016.